# John Haden Badley
John Haden Badley (Dudley, 21 de febrer de 1865 - ?, 6 de març de 1967) va ésser un educador anglès que va crear l'escola anomenada Bedales l'any 1893.
Aquesta escola cercava l'equilibri entre el joc i el treball atorgant una gran importància a l'enfortiment del cos i al sentit de la responsabilitat.
Bedales ha estat un veritable centre experimental obert a totes les descobertes de les ciències de l'educació.